# Putnisite
La putnisite est un minéral léger, friable et de couleur violet découvert en 2007 en Australie dans un affleurement du lac Cowan. Il est nommé d'après les deux géologues de l'université de Münster qui l'ont découvert, Andrew et Christine Putnis,,,.

## Présentation
Sa composition chimique, très inhabituelle selon les géologues, mélange strontium (Sr), calcium (Ca), chrome (Cr), soufre (S), carbone (C), oxygène (O) et hydrogène (H).